# Fotbal na Letních olympijských hrách 2012 – turnaj mužů
Fotbalový turnaj na Letních olympijských hrách 2012 konaný v Londýně a dalších městech Velké Británie ve dnech 26. července až 11. srpna byl 23. oficiální fotbalový turnaj na olympijských hrách. Turnaj byl určen pro hráče do 23 let s tím, že v každém týmu mohli nastoupit i tři starší hráči. Zlaté medaile měla obhajovat Argentina. Ta se ale na turnaj nekvalifikovala.

## Místa konání
| Město      | Stadion                  | Kapacita |
| ---------- | ------------------------ | -------- |
| Londýn     | Stadion Wembley          | 90 000   |
| Manchester | Old Trafford             | 76 212   |
| Cardiff    | Millennium Stadium       | 74 500   |
| Newcastle  | St James' Park           | 52 387   |
| Glasgow    | Hampden Park             | 52 103   |
| Coventry   | City of Coventry Stadium | 32 609   |

## Kvalifikace
| Kvalifikační soutěž                                          | Datum konce kvalifikace | Místo konání             | Alokováno míst | Kvalifikováni                 |
| ------------------------------------------------------------ | ----------------------- | ------------------------ | -------------- | ----------------------------- |
| Hostitelská země                                             |                         | —                        | 1              | Velká Británie                |
| Kvalifikace AFC ve fotbale na Letní olympijské hry 2012      | 14. března 2012         | —                        | 3              | Jižní Korea Japonsko SAE      |
| Kvalifikace CAF ve fotbale na Letní olympijské hry 2012      | 10. prosince 2011       | Maroko                   | 3              | Gabon Maroko Egypt            |
| Kvalifikace CONCACAF ve fotbale na Letní olympijské hry 2012 | 2. dubna 2012           | USA                      | 2              | Mexiko Honduras               |
| Mistrovství Jižní Ameriky ve fotbale hráčů do 20 let 2011    | 12. února 2011          | Peru                     | 2              | Brazílie Uruguay              |
| Kvalifikace OFC ve fotbale na Letní olympijské hry 2012      | 27. března 2012         | Fidži                    | 1              | Nový Zéland                   |
| Mistrovství Evropy ve fotbale hráčů do 21 let 2011           | 25. června 2011         | Dánsko                   | 3              | Španělsko Švýcarsko Bělorusko |
| Mezikontinentální baráž AFC-CAF                              | 12. dubna 2012          | Coventry, Velká Británie | 1              | Senegal                       |
| CELKEM                                                       |                         |                          | 16             |                               |

## Medailisté
| Zlato   | Mexiko      |
| Stříbro | Brazílie    |
| Bronz   | Jižní Korea |

## Základní skupiny
Pozn. Časy začátků zápasů jsou v UTC+1 (v Britském letním čase).

### Skupina A
| Tým            | Z | V | R | P | VG | IG | +/- | B |
| -------------- | - | - | - | - | -- | -- | --- | - |
| Velká Británie | 3 | 2 | 1 | 0 | 5  | 2  | +3  | 7 |
| Senegal        | 3 | 1 | 2 | 0 | 4  | 2  | +2  | 5 |
| Uruguay        | 3 | 1 | 0 | 2 | 2  | 4  | –2  | 3 |
| SAE            | 3 | 0 | 1 | 2 | 3  | 6  | –3  | 1 |

| 26. července 2012 17:00 |        |                         |                                                                 |
| SAE                     | 1 : 2  | Uruguay                 | Old Trafford, Manchester diváci: 51 745 rozhodčí: Peter O'Leary |
| Matar 23'               | Report | Ramírez 42' Lodeiro 56' | Old Trafford, Manchester diváci: 51 745 rozhodčí: Peter O'Leary |

| 26. července 2012 20:00 |        |            |                                                                  |
| Velká Británie          | 1 : 1  | Senegal    | Old Trafford, Manchester diváci: 72 176 rozhodčí: Ravšan Irmatov |
| Bellamy 20'             | Report | Konaté 82' | Old Trafford, Manchester diváci: 72 176 rozhodčí: Ravšan Irmatov |

| 29. července 2012 17:00 |        |         |                                                              |
| Senegal                 | 2 : 0  | Uruguay | Stadion Wembley, Londýn diváci: 75 093 rozhodčí: Felix Brych |
| Konaté 10', 37'         | Report |         | Stadion Wembley, Londýn diváci: 75 093 rozhodčí: Felix Brych |

| 29. července 2012 19:45              |        |          |                                                                 |
| Velká Británie                       | 3 : 1  | SAE      | Stadion Wembley, Londýn diváci: 85 137 rozhodčí: Roberto García |
| Giggs 16' Sinclair 73' Sturridge 76' | Report | Eisa 60' | Stadion Wembley, Londýn diváci: 85 137 rozhodčí: Roberto García |

| 1. srpna 2012 19:45 |        |           |                                                                               |
| Senegal             | 1 : 1  | SAE       | City of Coventry Stadium, Coventry diváci: 28 652 rozhodčí: Svein Oddvar Moen |
| Konaté 49'          | Report | Matar 21' | City of Coventry Stadium, Coventry diváci: 28 652 rozhodčí: Svein Oddvar Moen |

| 1. srpna 2012 19:45 |        |         |                                                                     |
| Velká Británie      | 1 : 0  | Uruguay | Millennium Stadium, Cardiff diváci: 70 438 rozhodčí: Júiči Nišimura |
| Sturridge 45+1'     | Report |         | Millennium Stadium, Cardiff diváci: 70 438 rozhodčí: Júiči Nišimura |

### Skupina B
| Tým         | Z | V | R | P | VG | IG | +/- | B |
| ----------- | - | - | - | - | -- | -- | --- | - |
| Mexiko      | 3 | 2 | 1 | 0 | 3  | 0  | +3  | 7 |
| Jižní Korea | 3 | 1 | 2 | 0 | 2  | 1  | +1  | 5 |
| Gabon       | 3 | 0 | 2 | 1 | 1  | 3  | –2  | 2 |
| Švýcarsko   | 3 | 0 | 1 | 2 | 2  | 4  | –2  | 1 |

| 26. července 2012 14:30 |        |             |                                                                |
| Mexiko                  | 0 : 0  | Jižní Korea | St James' Park, Newcastle diváci: 15 748 rozhodčí: Slim Jedidi |
|                         | Report |             | St James' Park, Newcastle diváci: 15 748 rozhodčí: Slim Jedidi |

| 26. července 2012 17:15 |        |                   |                                                                  |
| Gabon                   | 1 : 1  | Švýcarsko         | St James' Park, Newcastle diváci: 15 748 rozhodčí: Wilmar Roldán |
| Aubameyang 45'          | Report | Mehmedi 5' (pen.) | St James' Park, Newcastle diváci: 15 748 rozhodčí: Wilmar Roldán |

| 29. července 2012 14:30      |        |       |                                                                          |
| Mexiko                       | 2 : 0  | Gabon | City of Coventry Stadium, Coventry diváci: 28 171 rozhodčí: Ben Williams |
| dos Santos 63', 90+2' (pen.) | Report |       | City of Coventry Stadium, Coventry diváci: 28 171 rozhodčí: Ben Williams |

| 29. července 2012 17:15          |        |              |                                                                         |
| Jižní Korea                      | 2 : 1  | Švýcarsko    | City of Coventry Stadium, Coventry diváci: 30 114 rozhodčí: Raúl Orosco |
| Pak Ču-jong 57' Kim Bo-Kyung 64' | Report | Emeghara 60' | City of Coventry Stadium, Coventry diváci: 30 114 rozhodčí: Raúl Orosco |

| 1. srpna 2012 17:00 |        |           |                                                                     |
| Mexiko              | 1 : 0  | Švýcarsko | Millennium Stadium, Cardiff diváci: 50 000 rozhodčí: Ravšan Irmatov |
| O. Peralta 69'      | Report |           | Millennium Stadium, Cardiff diváci: 50 000 rozhodčí: Ravšan Irmatov |

| 1. srpna 2012 17:00 |        |       |                                                                 |
| Jižní Korea         | 0 : 0  | Gabon | Stadion Wembley, Londýn diváci: 76 927 rozhodčí: Pavel Královec |
|                     | Report |       | Stadion Wembley, Londýn diváci: 76 927 rozhodčí: Pavel Královec |

### Skupina C
| Tým         | Z | V | R | P | VG | IG | +/- | B |
| ----------- | - | - | - | - | -- | -- | --- | - |
| Brazílie    | 3 | 3 | 0 | 0 | 9  | 3  | +6  | 9 |
| Egypt       | 3 | 1 | 1 | 1 | 6  | 5  | +1  | 4 |
| Bělorusko   | 3 | 1 | 0 | 2 | 3  | 6  | −3  | 3 |
| Nový Zéland | 3 | 0 | 1 | 2 | 1  | 5  | −4  | 1 |

| 26. července 2012 19:45 |        |             |                                                                            |
| Bělorusko               | 1 : 0  | Nový Zéland | City of Coventry Stadium, Coventry diváci: 14 457 rozhodčí: Bakary Gassama |
| Baha 45+1'              | Report |             | City of Coventry Stadium, Coventry diváci: 14 457 rozhodčí: Bakary Gassama |

| 26. července 2012 19:45                  |        |                         |                                                                      |
| Brazílie                                 | 3 : 2  | Egypt                   | Millennium Stadium, Cardiff diváci: 26 812 rozhodčí: Gianluca Rocchi |
| Rafael 16' Leandro Damião 26' Neymar 30' | Report | Aboutrika 52' Salah 76' | Millennium Stadium, Cardiff diváci: 26 812 rozhodčí: Gianluca Rocchi |

| 29. července 2012 15:00         |        |            |                                                                  |
| Brazílie                        | 3 : 1  | Bělorusko  | Old Trafford, Manchester diváci: 66 212 rozhodčí: Júiči Nišimura |
| Pato 15' Neymar 65' Oscar 90+3' | Report | Bressan 8' | Old Trafford, Manchester diváci: 66 212 rozhodčí: Júiči Nišimura |

| 29. července 2012 12:00 |        |             |                                                                    |
| Egypt                   | 1 : 1  | Nový Zéland | Old Trafford, Manchester diváci: 50 050 rozhodčí: Mark Clattenburg |
| Salah 40'               | Report | Wood 17'    | Old Trafford, Manchester diváci: 50 050 rozhodčí: Mark Clattenburg |

| 1. srpna 2012 14:30                      |        |             |                                                                   |
| Brazílie                                 | 3 : 0  | Nový Zéland | St James' Park, Newcastle diváci: 25 201 rozhodčí: Bakary Gassama |
| Danilo 23' Leandro Damião 29' Sandro 52' | Report |             | St James' Park, Newcastle diváci: 25 201 rozhodčí: Bakary Gassama |

| 1. srpna 2012 14:30                |        |              |                                                              |
| Egypt                              | 3 : 1  | Bělorusko    | Hampden Park, Glasgow diváci: 8 732 rozhodčí: Roberto García |
| Salah 56' Muhsín 73' Aboutrika 79' | Report | Varankow 87' | Hampden Park, Glasgow diváci: 8 732 rozhodčí: Roberto García |

### Skupina D
| Tým       | Z | V | R | P | VG | IG | +/- | B |
| --------- | - | - | - | - | -- | -- | --- | - |
| Japonsko  | 3 | 2 | 1 | 0 | 2  | 0  | +2  | 7 |
| Honduras  | 3 | 1 | 2 | 0 | 3  | 2  | +1  | 5 |
| Maroko    | 3 | 0 | 2 | 1 | 2  | 3  | −1  | 2 |
| Španělsko | 3 | 0 | 1 | 2 | 0  | 2  | −2  | 1 |

| 26. července 2012 12:00  |        |                        |                                                               |
| Honduras                 | 2 : 2  | Maroko                 | Hampden Park, Glasgow diváci: 23 421 rozhodčí: Pavel Královec |
| Bengtson 56', 65' (pen.) | Report | Barrada 39' Labyad 67' | Hampden Park, Glasgow diváci: 23 421 rozhodčí: Pavel Královec |

| 26. července 2012 14:45 |        |          |                                                            |
| Španělsko               | 0 : 1  | Japonsko | Hampden Park, Glasgow diváci: 37 726 rozhodčí: Mark Geiger |
|                         | Report | Ocu 34'  | Hampden Park, Glasgow diváci: 37 726 rozhodčí: Mark Geiger |

| 29. července 2012 17:00 |        |        |                                                                      |
| Japonsko                | 1 : 0  | Maroko | St James' Park, Newcastle diváci: 24 936 rozhodčí: Svein Oddvar Moen |
| Nagai 84'               | Report |        | St James' Park, Newcastle diváci: 24 936 rozhodčí: Svein Oddvar Moen |

| 29. července 2012 19:45 |        |             |                                                              |
| Španělsko               | 0 : 1  | Honduras    | St James' Park, Newcastle diváci: 26 523 rozhodčí: Juan Soto |
|                         | Report | Bengtson 7' | St James' Park, Newcastle diváci: 26 523 rozhodčí: Juan Soto |

| 1. srpna 2012 17:00 |        |          |                                                                         |
| Japonsko            | 0 : 0  | Honduras | City of Coventry Stadium, Coventry diváci: 25 862 rozhodčí: Slim Jedidi |
|                     | Report |          | City of Coventry Stadium, Coventry diváci: 25 862 rozhodčí: Slim Jedidi |

| 1. srpna 2012 17:00 |        |        |                                                                |
| Španělsko           | 0 : 0  | Maroko | Old Trafford, Manchester diváci: 35 973 rozhodčí: Ben Williams |
|                     | Report |        | Old Trafford, Manchester diváci: 35 973 rozhodčí: Ben Williams |

## Play off

### Čtvrtfinále
| 4. srpna 2012 12:00           |        |       |                                                               |
| Japonsko                      | 3 : 0  | Egypt | Old Trafford, Manchester diváci: 70 772 rozhodčí: Mark Geiger |
| Nagai 14' Jošida 78' Otsu 83' | Report |       | Old Trafford, Manchester diváci: 70 772 rozhodčí: Mark Geiger |

| 4. srpna 2012 14:30                                 |                |                      |                                                                   |
| Mexiko                                              | 4 : 2 (prodl.) | Senegal              | Stadion Wembley, Londýn diváci: 81 855 rozhodčí: Mark Clattenburg |
| Enríquez 10' Aquino 62' dos Santos 98' Herrera 109' | Report         | Konaté 69' Baldé 76' | Stadion Wembley, Londýn diváci: 81 855 rozhodčí: Mark Clattenburg |

| 4. srpna 2012 17:00                       |        |                           |                                                                |
| Brazílie                                  | 3 : 2  | Honduras                  | St James' Park, Newcastle diváci: 42 166 rozhodčí: Felix Brych |
| Leandro Damião 38', 60' Neymar 50' (pen.) | Report | Martínez 12' Espinoza 48' | St James' Park, Newcastle diváci: 42 166 rozhodčí: Felix Brych |

| 4. srpna 2012 19:30 |                |                 |                                                                    |
| Velká Británie      | 1 : 1 (prodl.) | Jižní Korea     | Millennium Stadium, Cardiff diváci: 70 171 rozhodčí: Wilmar Roldán |
| Ramsey 36' (pen.)   | Report         | Ji Dong-Won 29' | Millennium Stadium, Cardiff diváci: 70 171 rozhodčí: Wilmar Roldán |

|                                         |     | Penaltový rozstřel                                                    |  |
| Ramsey Cleverley Dawson Giggs Sturridge | 4:5 | Koo Ja-Cheol Baek Sung-Dong Hwang Seok-Ho Park Jong-Woo Ki Sung-Yueng |  |

### Semifinále
| 7. srpna 2012 17:00                 |        |          |                                                                  |
| Mexiko                              | 3 : 1  | Japonsko | Stadion Wembley, Londýn diváci: 82 372 rozhodčí: Gianluca Rocchi |
| Fabián 31' Peralta 65' Cortés 90+3' | Report | Ōtsu 12' | Stadion Wembley, Londýn diváci: 82 372 rozhodčí: Gianluca Rocchi |

| 7. srpna 2012 19:45 |        |                                    |                                                                  |
| Jižní Korea         | 0 : 3  | Brazílie                           | Old Trafford, Manchester diváci: 69 389 rozhodčí: Pavel Královec |
|                     | Report | Rômulo 38' Leandro Damião 57', 64' | Old Trafford, Manchester diváci: 69 389 rozhodčí: Pavel Královec |

### Zápas o bronz
| 10. srpna 2012 19:45                |        |          |                                                                     |
| Jižní Korea                         | 2 : 0  | Japonsko | Millennium Stadium, Cardiff diváci: 56 393 rozhodčí: Ravšan Irmatov |
| Park Čchu-Jong 38' Koo Ja-Cheol 57' | Report |          | Millennium Stadium, Cardiff diváci: 56 393 rozhodčí: Ravšan Irmatov |

### Finále
| 11. srpna 2012 15:00 |        |                 |                                                                   |
| Brazílie             | 1 : 2  | Mexiko          | Stadion Wembley, Londýn diváci: 86 162 rozhodčí: Mark Clattenburg |
| Hulk 90+1'           | Report | Peralta 1', 75' | Stadion Wembley, Londýn diváci: 86 162 rozhodčí: Mark Clattenburg |